# Pseudomeloe chiliensis
Pseudomeloe chiliensis is een keversoort uit de familie van oliekevers (Meloidae). De wetenschappelijke naam van de soort is voor het eerst geldig gepubliceerd in 1830 door Guérin-Méneville.